# Churchbridge
Churchbridge es un pueblo canadiense situado en la provincia de Saskatchewan.

## Superficie
Churchbridge tiene una superficie de 2,57 km².

## Demografía
En 2021, tenía 866 habitantes, una densidad poblacional de 336,9 hab./km², y 427 viviendas.